# Eulogiusz (Gieorgijewski)
Eulogiusz, imię świeckie Wasilij Siemionowicz Gieorgijewski (ur. 29 marca?/10 kwietnia 1868 w Somowie, zm. 8 sierpnia 1946 w Paryżu) – rosyjski biskup prawosławny, od 1922 egzarcha zachodnioeuropejski. Przejściowo członek episkopatu Rosyjskiego Kościoła Prawosławnego poza granicami Rosji. 
W 1905 został pierwszym ordynariuszem prawosławnej eparchii chełmskiej. Zaangażowany w politykę rusyfikacji Chełmszczyzny, dążył do utrzymania przy prawosławiu maksymalnej liczby byłych unitów, którzy po ukazie tolerancyjnym z 1905 uzyskali możliwość legalnej konwersji na katolicyzm. Jako deputowany do Dumy Państwowej II i III kadencji, z powodzeniem starał się o utworzenie guberni chełmskiej i jej oderwanie od Królestwa Polskiego. W 1914 objął katedrę wołyńską i żytomierską. Podczas rosyjskiej okupacji Galicji koordynował działania Cerkwi rosyjskiej mające na celu nawracanie na prawosławie miejscowej ludności greckokatolickiej.  
W 1920 emigrował z Rosji, zaś rok później objął nadzór nad rosyjskimi parafiami w Europie Zachodniej, od 1922 jako egzarcha patriarszy. Na emigracji unikał zaangażowania politycznego, był natomiast aktywny w rozwijającym się dialogu ekumenicznym.  
W 1930, po konflikcie z locum tenens patriarchatu moskiewskiego Sergiuszem (Stragorodskim), przeszedł pod jurysdykcję patriarchy Konstantynopola, co nie zostało uznane przez Rosyjski Kościół Prawosławny. W 1945 wrócił do Rosyjskiego Kościoła Prawosławnego. Jeden z twórców Instytutu św. Sergiusza z Radoneża w Paryżu. 

## Życiorys

### Młodość
Urodził się w rodzinie księdza prawosławnego Szymona Gieorgijewskiego i jego żony Serafiny Głagolewej. Wychowywał się w bardzo religijnej atmosferze. Urodził się jako piąte dziecko swoich rodziców, jednak pozostałe cztery zmarły w dzieciństwie. Jego matka, obawiając się, że jej kolejny syn również może umrzeć, kilkakrotnie zabierała go do Pustelni Optyńskiej, by modlić się za jego zdrowie i prosić o błogosławieństwo starca Ambrożego. Po Wasiliju w rodzinie Gieorgijewskich przyszło na świat jeszcze dziewięcioro dzieci, z czego wczesne dzieciństwo przeżyło pięciu braci i siostra. W swoich wspomnienia metropolita opisywał sytuację materialną rodziny jako trudną. 
Mimo takiego wychowania w czasie nauki w szkole średniej przyszły duchowny czasowo był zafascynowany ideami narodnictwa. Interesował się również literaturą rosyjską. Ostatecznie jednak zdecydował się na dalsze kształcenie teologiczne. Ukończył seminarium duchowne w Tule w 1888 jako najlepszy absolwent w swoim roczniku. 
We wspomnieniach twierdził, że wahał się nad wyborem dalszej drogi życiowej, zastanawiając się nad podjęciem wyższych studiów teologicznych lub przyjęciem święceń kapłańskich jako biały duchowny, idąc w ślady ojca. Ostatecznie, idąc za radą starca Ambrożego z Optiny, wybrał kontynuację nauki i w 1892 uzyskał w akademii duchownej w Moskwie tytuł magistra teologii za pracę poświęconą postaci świętego Tichona Zadońskiego. 
Jak wspominał, w tym czasie po raz pierwszy rozważał wstąpienie do monasteru. Postanowił jednak spędzić kilka lat jako człowiek świecki przed ostatecznym podjęciem decyzji. Po ukończeniu studiów podjął zatem pracę jako prywatny nauczyciel w rodzinie Łopuchinów. Od 1894 (lub 1895) wykładał język grecki w seminarium w Tule. 

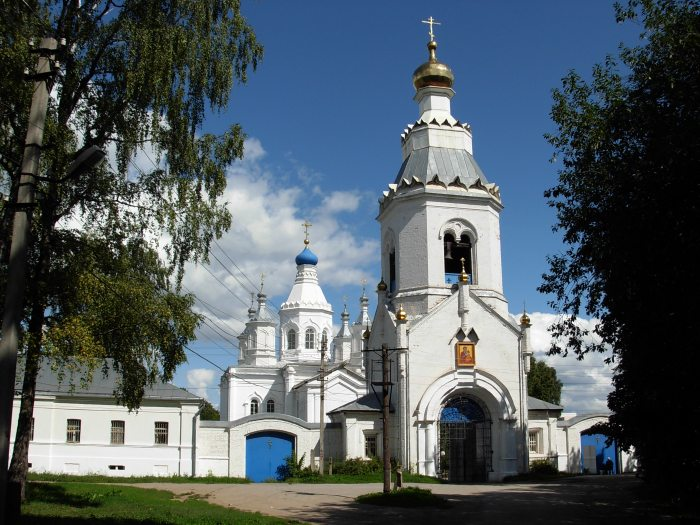
Monaster Ikony Matki Bożej „Karmiąca Mlekiem” w Szczegłowie – miejsce złożenia ślubów zakonnych przez przyszłego metropolitę Eulogiusza

3 grudnia 1895 złożył śluby zakonne przed archimandrytą Antonim (Chrapowickim), przyjmując imię mnisze Eulogiusz. 12 grudnia tego samego roku został hieromnichem. Na jego decyzję o wstąpieniu do monasteru i niemal natychmiastowym złożeniu ślubów wieczystych miał wpływ biskup tulski i bielowski Ireneusz (Orda), który był zdania, że tylko mnich może pełnić obowiązki inspektora seminarium duchownego, które planowano nadać Wasilijowi Gieorgijewskiemu. Biskup skierował go w celu złożenia ślubów do monasteru Ikony Matki Bożej „Karmiąca Mlekiem” w Szczegłowie k. Tuły. Po roku pracy dydaktycznej awansował na inspektora seminarium duchownego we Włodzimierzu.

### Biskup

#### Działalność na ziemiach Królestwa Kongresowego

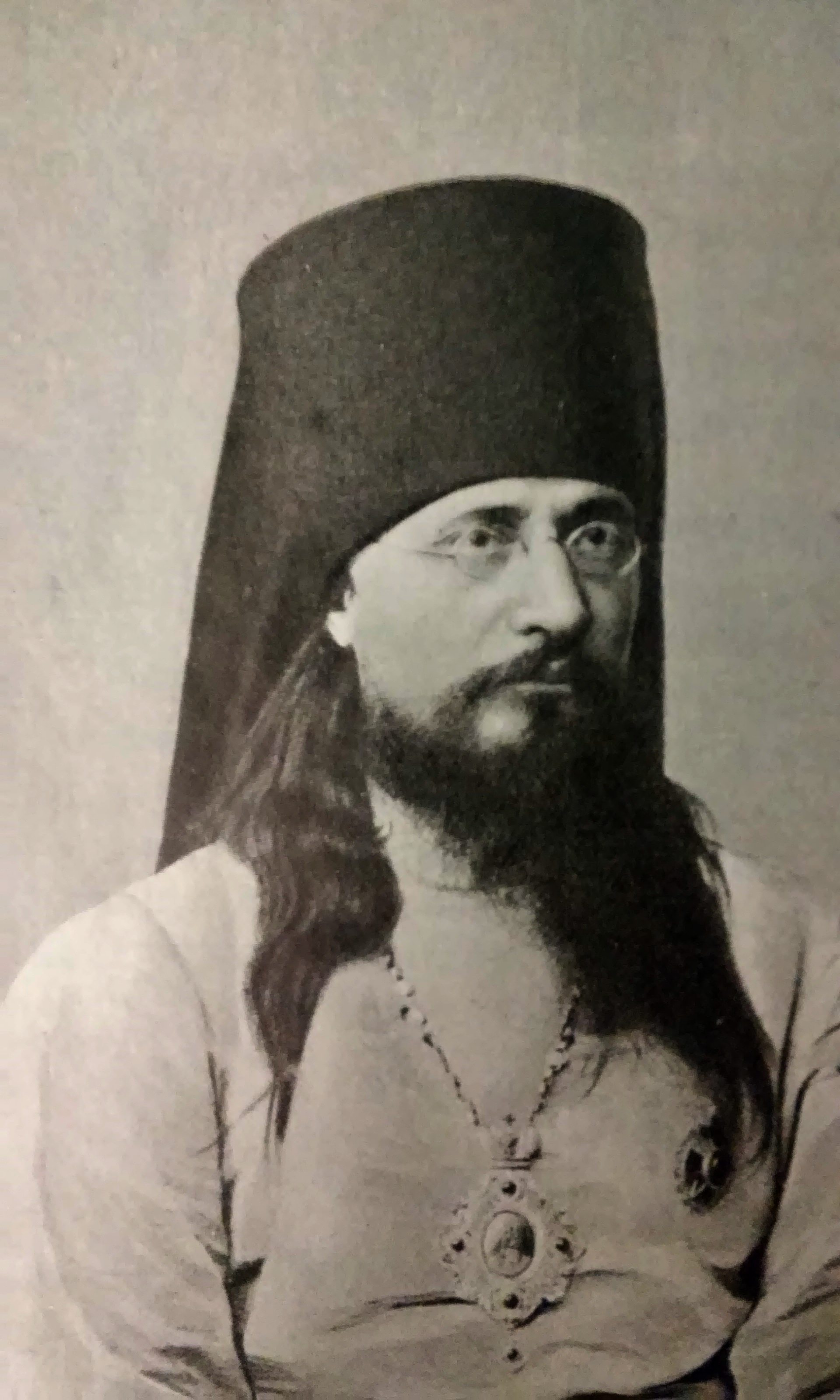
Eulogiusz jako biskup lubelski

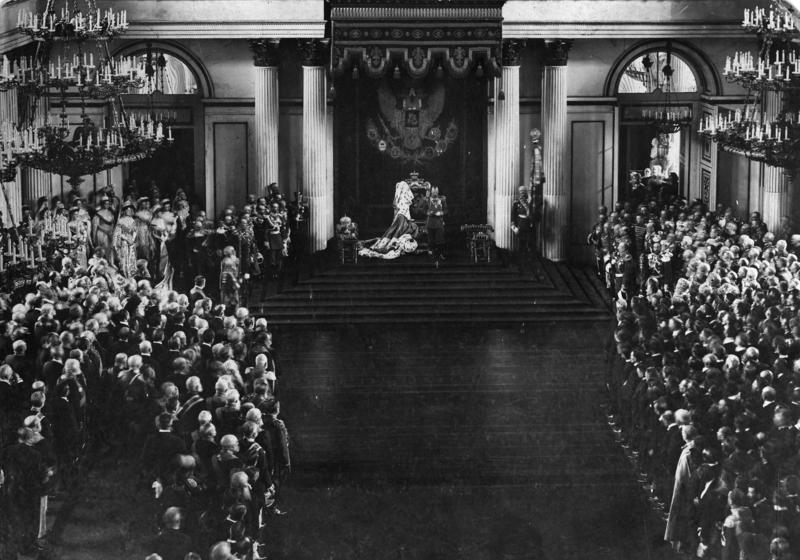
Otwarcie obrad II Dumy. Biskup Eulogiusz (Gieorgijewski) był w niej jednym z kilkunastu deputowanych-duchownych prawosławnych.

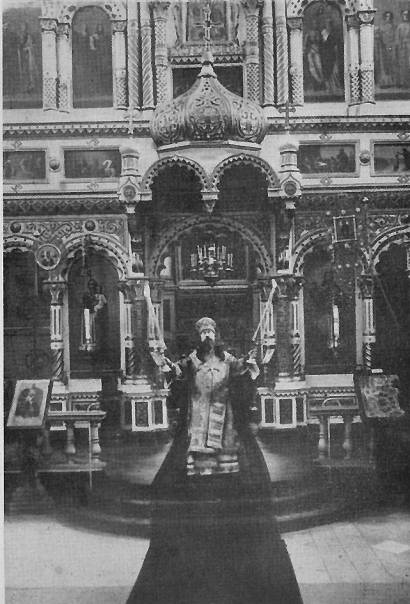
Eulogiusz błogosławi dikirionem i trikirionem podczas nabożeństwa w soborze katedralnym w Chełmie

W 1897 otrzymał godność archimandryty i został rektorem seminarium duchownego w Chełmie. 12 stycznia 1903 miała miejsce jego chirotonia na biskupa pomocniczego eparchii chełmsko-warszawskiej z tytułem biskupa lubelskiego. Jej obrzędu dokonali biskupi: arcybiskup chełmsko-warszawski Hieronim, biskup wołyński Antoni, biskup grodzieński Joachim oraz biskup włodzimiersko-wołyński Arseniusz. 
Od 1905, po zmianach terytorialnych eparchii, był biskupem ordynariuszem chełmskim i lubelskim. Od czasu swojego przyjazdu do Chełma, gdzie działał na rzecz ożywienia prawosławnego życia religijnego, podróżował po eparchii. Szczególną uwagę zwracał na działalność wydawniczą i edukacyjną, z osobistych funduszy dotował zakładane stowarzyszenia. Przewodniczył radzie kierującej Bractwem Przenajświętszej Bogurodzicy w Chełmie. Biskup Eulogiusz podzielał przy tym pogląd o rosyjskości ziemi chełmskiej, a jego działalność wpisywała się w politykę rusyfikacji. Cieszył się jednak ogromną popularnością wśród ludności chłopskiej tego obszaru. 
W 1907 został wybrany posłem do II Dumy. Jako reprezentant guberni lubelskiej i siedleckiej zasiadał również w III Dumie. Odmówił natomiast przyjęcia mandatu deputowanego do IV Dumy. W czasie jego wyjazdów na obrady parlamentarne czasowo zastępował go biskup Andronik (Nikolski). 
W parlamencie należał do deputowanych konserwatywno-nacjonalistycznych. Czynnie działał na rzecz oderwania ziemi chełmskiej od dawnego Królestwa Kongresowego i przyłączenia ich do Imperium Rosyjskiego. G. Pelica twierdzi, że chociaż biskup był jednym z głównych pomysłodawców tego rozwiązania, to jego postawa przyczyniła się do łagodzenia wynikłych z tej koncepcji konfliktów między ludnością polską i ruską na Chełmszczyźnie. Jako deputowany przeciwstawiał się ponadto projektowi uchwały o swobodzie zmiany wyznania religijnego. Wspierał tworzenie na ziemiach polskich żeńskich monasterów nowego typu, zajmujących się szeroko pojętą działalnością edukacyjną i dobroczynną. Dla jednego z nich, w Krasnymstoku, opracował szczegółową regułę. 
Szczególnie zaangażowany w akcję przymusowego nawracania na prawosławie unitów, w 1905, po wydaniu edyktu tolerancyjnego zezwalającego wcześniej „nawróconym” na powrót do Kościoła rzymskokatolickiego starał się przeciwdziałać temu procesowi. Rozważał nawet propozycję przywrócenia do istnienia Kościoła unickiego, by uniemożliwić rozszerzanie się wpływów obrządku łacińskiego. 
W swoich wspomnieniach opisywał rok 1905 jako szczególnie trudny okres dla swojej działalności. Dlatego w kolejnych latach zaangażował się w tworzenie stowarzyszeń rosyjsko-prawosławnych mających propagować wyznanie prawosławne i poparcie dla caratu (np. Chełmski Rosyjski Związek Monarchistów Dobra Ludu, Chełmski Oddział Rosyjskiego Towarzystwa Dobroczynności, Towarzystwo Oświaty Ludowej Rusi Chełmskiej). Uzyskał hojne wsparcie materialne cara dla tego rodzaju inicjatyw, sam również tworzył bractwa cerkiewne i przyczynił się do ożywienia propagandowej działalności wydawniczej na Chełmszczyźnie. W 1907 obiecywał nawet parcelację majątków ziemian wyznania katolickiego i narodowości polskiej między prawosławnych chłopów. 
Po latach Eulogiusz przyznawał, że traktowanie kwestii nawracania unitów jako politycznej i zmuszanie do zmiany wyznania było błędne, a przy tym szkodliwe dla wizerunku Cerkwi Rosyjskiej. Twierdził jednak, że odpowiedzialność za to leżała głównie po stronie biurokracji carskiej. 
20 maja 1912 podniesiony do godności arcybiskupiej.

#### I wojna światowa i wojna domowa w Rosji
14 maja 1914 został biskupem wołyńskim i żytomierskim. W tym samym roku wstąpił do Związku Narodu Rosyjskiego i stał się jednym z jego liderów. Był zaangażowany w życie rosyjskiego ruchu nacjonalistycznego. 
Po wybuchu I wojny światowej wielokrotnie wyjeżdżał na front, by sprawować nabożeństwa dla oddziałów armii rosyjskiej. Stanął na czele komitetu niesienia pomocy potrzebującym, zajmującym się organizacją szpitali polowych i punktów sanitarnych. Bronił zależności lokalnych struktur prawosławnych od Rosyjskiej Cerkwi Prawosławnej, przeciwstawiając się dążeniu do budowy autokefalicznego Ukraińskiego Kościoła Prawosławnego.

##### Działalność w okupowanej Galicji
Rosyjski Kościół Prawosławny od razu po zajęciu Galicji przez wojska rosyjskie postanowił podjąć działania na rzecz natychmiastowego nawrócenia miejscowej ludności na prawosławie. 26 sierpnia 1914 oberprokurator Świątobliwego Synodu Rządzącego Władimir Sabler, bezpośrednio po posiedzeniu Synodu, w czasie którego omawiana była kwestia galicyjska, udał się do cara Mikołaja II w celu uzyskania zgody na skierowanie do Galicji prawosławnego biskupa rosyjskiego. Sugerowanym kandydatem na ten urząd był Antoni, arcybiskup charkowski, wcześniej wieloletni arcybiskup wołyński i żytomierski, organizator kampanii propagandy prawosławia w Galicji w pierwszych dziesięcioleciach XX wieku. Mikołaj II wskazał jednak arcybiskupa Eulogiusza. Był on zwolennikiem rozpoczęcia natychmiastowej kampanii na rzecz propagowania prawosławia i na tym tle wszedł w konflikt z bardziej umiarkowaną administracją wojskową, w ocenie której zaognienie stosunków wyznaniowych w Galicji nie leżało w interesie armii. Jego przyjazd został negatywnie odebrany przez galicyjskich Polaków i z rezerwą przez Ukraińców. Obawiając się zaognienia sytuacji w Galicji wskutek działań Eulogiusza, wyższe władze wojskowe, w tym wódz naczelny, wyraźnie sygnalizowali konieczność prowadzenia polityki wyznaniowej w Galicji według zasad umiarkowanej tolerancji przedstawionych przez generał-gubernatora Giergija Bobrinskiego.
Arcybiskup Eulogiusz w porozumieniu ze Świątobliwym Synodem Rządzącym, a także carem Mikołajem II, opracował własny program działania. Zapowiedział sprowadzenie duchownych z Rosji do pracy wśród konwertytów z wyznania greckokatolickiego, założenie sieci bibliotek misyjnych, uzupełnienie wyposażenia świątyń o utensylia i księgi liturgiczne oraz wydawnictwa teologiczne. Hierarcha twierdził, że galicyjscy Ukraińcy wyznania unickiego zachowali „prawosławną duszę” i w związku z tym żądania, by zaprzestał działań na rzecz propagowania prawosławia są całkowicie nieuzasadnione. Tylko w ostatnich dniach sierpnia i we wrześniu 1914 Eulogiusz i jego biskup pomocniczy, Dionizy (Waledyński), przyjęli do Kościoła prawosławnego ponad 2500 galicyjskich Ukraińców. Arcybiskup domagał się zezwolenia na zajęcie soboru św. Jura i jego adaptację na sobór katedralny nowej eparchii prawosławnej oraz na konfiskatę jednego z klasztorów bazyliańskich lub jezuickich w celu organizacji centrum eparchialnego i jego własnej rezydencji (tymczasowo zamieszkiwał w ławrze Poczajowskiej). W październiku 1914 zaapelował do duchowieństwa eparchii chełmskiej o zgłaszanie się do pracy misyjnej w Galicji. Według szacunków arcybiskupa Eulogiusza do początku 1915 na prawosławie przeszło 60 parafii greckokatolickich z blisko 100 tys. wiernych. Hierarcha prognozował, że proces konwersji będzie trwał.
Świątobliwy Synod Rządzący pozytywnie odpowiedział na apele arcybiskupa Eulogiusza w zakresie organizacji misji prawosławnych w Galicji. W lutym 1915 hierarcha uzyskał stałą rezydencję we Lwowie i stałych współpracowników tworzących tymczasowy zarząd struktur prawosławnych w prowincji. Po zakończeniu działań wojennych miały one przekształcić się w samodzielną eparchię. Podjęto rekrutację duchowieństwa białoruskiego i ukraińskiego do pracy w Galicji, wymagając od kandydatów na misjonarzy znajomości miejscowego języka. Od lutego do kwietnia 1915 Eulogiusz otrzymał ponad 76 tys. rubli na swoją działalność. W swoich raportach do Synodu hierarcha zapewniał o powodzeniu akcji nawracania grekokatolików i informował, iż pod jego kontrolą pozostaje 130 parafii prawosławnych, nie wszystkie posiadały jednak stałych duchownych. Dane rosyjskiej administracji wojskowej wskazywało na aktywną działalność w Galicji 86 kapłanów.
22 kwietnia 1915, w czasie wizyty cara Mikołaja II we Lwowie, arcybiskup Eulogiusz wygłosił mowę o charakterze patriotycznym, w której powtarzał pogląd o zajęciu przez wojska rosyjskie ostatniej „niezjednoczonej” ziemi ruskiej.
Charakter działalności arcybiskupa budził zastrzeżenia wojskowej administracji Galicji, ale i niektórych duchownych prawosławnych. Naczelny kapelan armii i floty rosyjskiej ks. Gieorgij Szawielski twierdził, że gwałtowne nawracanie grekokatolików może mieć negatywny wpływ na przebieg wojny i na ich postawę po jej zakończeniu. Eulogiusz miał natomiast pełne poparcie rosyjskich kół nacjonalistycznych oraz galicyjskich moskalofilów.
Za swoją działalność w Galicji arcybiskup Eulogiusz otrzymał jedną z najwyższych nagród Rosyjskiego Kościoła Prawosławnego – prawo noszenia brylantowego krzyża na kłobuku.
Galicję opuścił w czerwcu 1915, w czasie wymarszu wojsk rosyjskich po przegranej bitwie pod Gorlicami. W tym samym roku koordynował ewakuację duchowieństwa i majątku ruchomego eparchii wołyńskiej w głąb Rosji, nakazując przewiezienie do Charkowa archiwów ławry Poczajowskiej, archiwum i biblioteki eparchialnej oraz możliwych do zabrania utensyliów z cerkwi parafialnych. 

##### 1916–1919
Po wycofaniu się Austriaków z Wołynia w 1916 arcybiskup wrócił do swojej eparchii. Polecił również, by to samo uczynili kapłani służący w niej wcześniej. Mimo zniszczenia lub sprofanowania znacznej liczby cerkwi między rokiem 1916 a 1917 życie parafialne na terenie Wołynia zostało w dużej mierze odbudowane. 
W 1917 mianowany locum tenens eparchii chełmskiej. Po rewolucji lutowej zjazd duchowieństwa i wiernych eparchii wołyńskiej i żytomierskiej, który miał demokratycznie zdecydować o jego dalszym pozostawaniu na katedrze, udzielił mu votum zaufania. W przedstawionej w tej sprawie opinii Eulogiusz został określony jako popularny i szanowany wśród wiernych hierarcha. 
W tym samym roku wyjechał na Sobór Lokalny Rosyjskiego Kościoła Prawosławnego, opowiadał się za ponownym powołaniem patriarchatu moskiewskiego. W czasie obrad soboru przewodniczył jego komisji zajmującej się liturgiką i sztuką sakralną. 13 listopada tego roku w soborze Zaśnięcia Matki Bożej na Kremlu moskiewskim odprawił uroczysty pogrzeb tych przeciwników rewolucji październikowej, którzy zginęli w czasie walk z bolszewikami w Moskwie. 7 grudnia tego samego roku wybrany członkiem Świętego Synodu Kościoła. 
4 grudnia 1918 w Kijowie został aresztowany razem z metropolitą kijowskim Antonim (Chrapowickim), a następnie wywieziony do Lwowa, gdzie przetrzymywano ich w klasztorze bazyliańskim. W toku walk polsko-ukraińskich o Lwów został rozpoznany przez wojska polskie i wywieziony do Krakowa, gdzie – jako dawny rusyfikator – został internowany w jednym z katolickich klasztorów. Po uwolnieniu po 9 miesiącach udał się do Jekaterinodaru i Nowoczerkaska. Zasiadał w powstałym na ziemiach opanowanych przez Siły Zbrojne Południa Rosji Tymczasowym wyższym zarządzie cerkiewnym na południowym wschodzie Rosji. Stanął na czele jego komitetu cerkiewno-społecznego, którego głównym zadaniem było prowadzenie propagandy antybolszewickiej.
W okresie internowania spisywał swoje wspomnienia – zachował się ich niekompletny rękopis.

### Działalność emigracyjna

#### Egzarcha zachodnioeuropejski

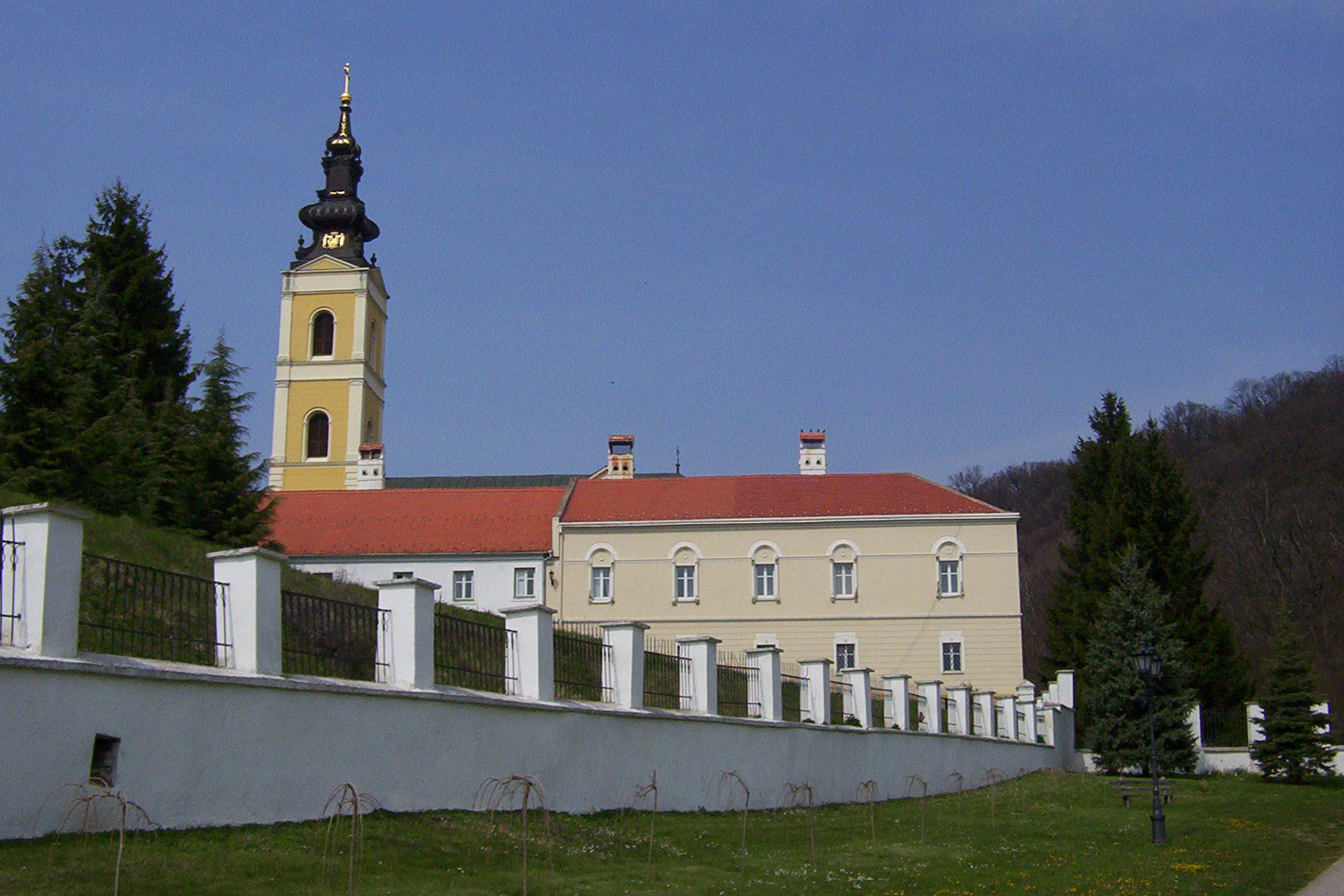
Monaster Grgeteg. Eulogiusz (Gieorgijewski) zamieszkiwał w nim w letnich miesiącach r. 1920, na emigracji w Serbii

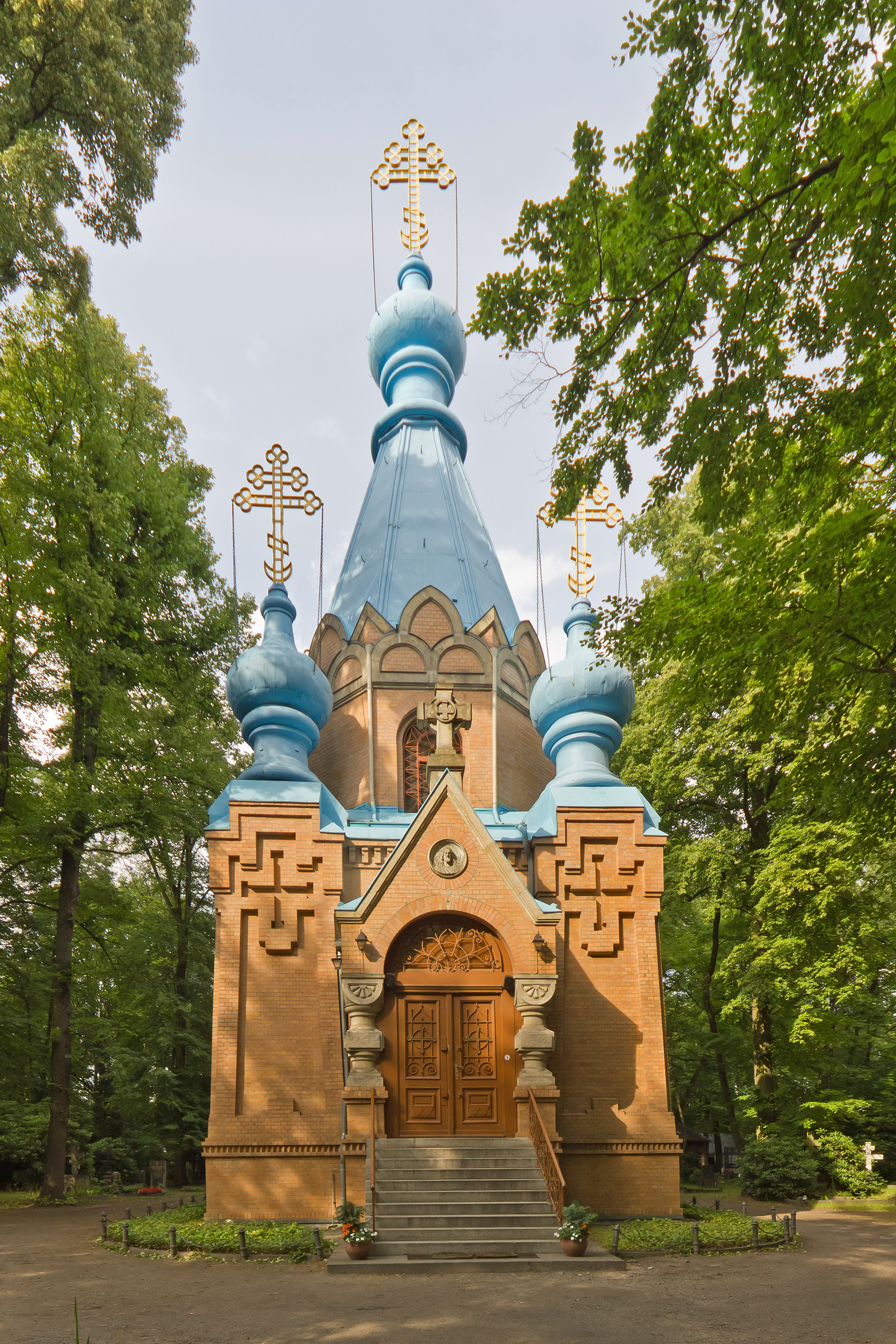
Cerkiew Świętych Konstantyna i Heleny w Berlinie była katedrą Egzarchatu Zachodnioeuropejskiego w momencie, gdy jego głową został arcybiskup Eulogiusz

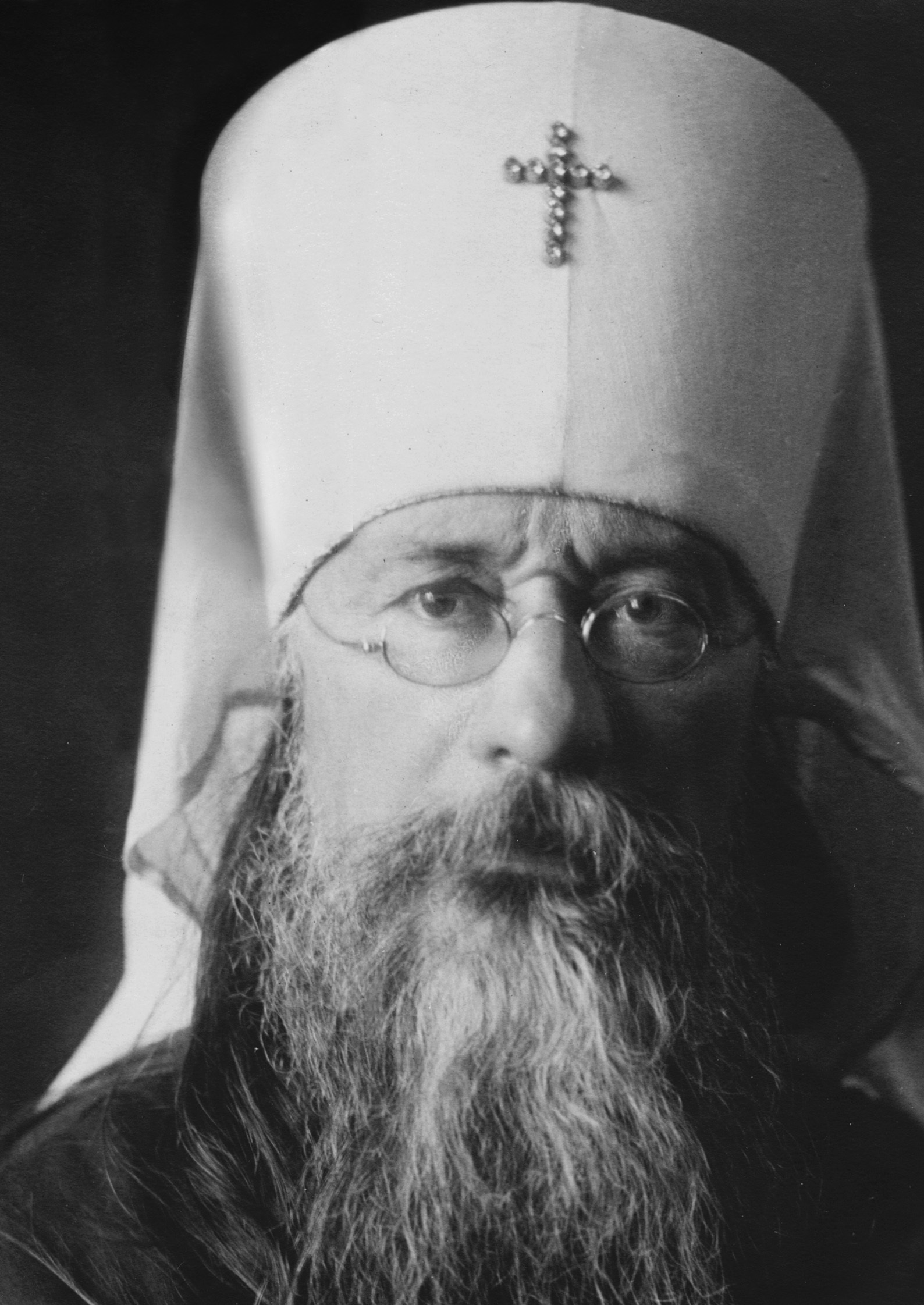
Eulogiusz jako metropolita

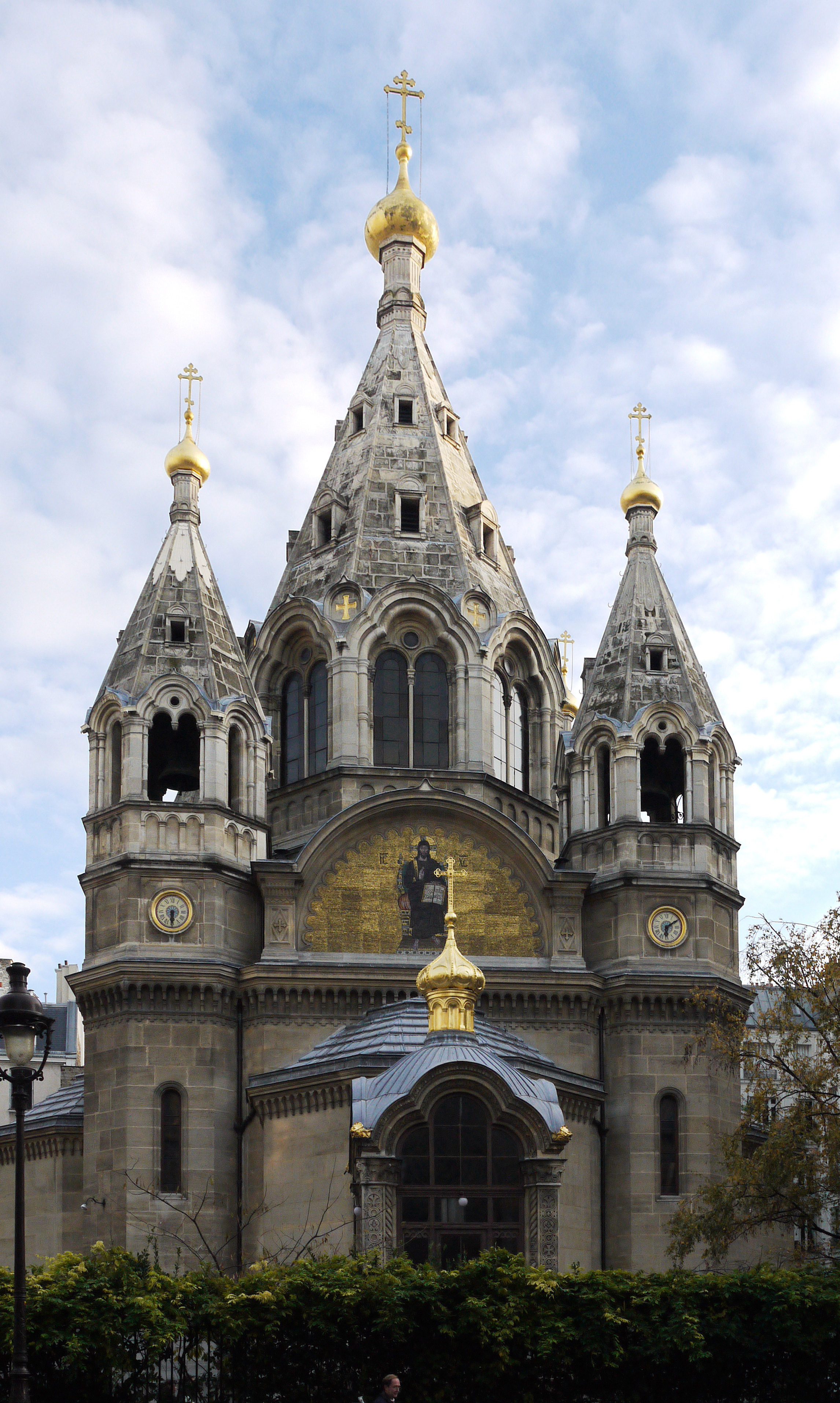
Sobór św. Aleksandra Newskiego w Paryżu – z inicjatywy metropolity Eulogiusza katedra Zachodnioeuropejskiego Egzarchatu Rosyjskiego Kościoła Prawosławnego

W 1919 w tajnym głosowaniu na II soborze duchowieństwa rosyjskiego w Ameryce Północnej pojawiła się jego kandydatura na zwierzchnika struktur prawosławnych na tym kontynencie. Uzyskał jednak tylko 5 głosów; wybrany na zwierzchnika biskup Aleksander (Niemołowski) – 242. 
W 1920 razem z grupą innych hierarchów prawosławnych wyjechał z Noworosyjska do Stambułu, a następnie do Belgradu. W Serbii zamieszkał początkowo w monasterze Grgeteg, przez krótki czas był również nauczycielem w szkole dla Rosjanek-emigrantek znad Donu. 
Zwrócił się do tworzącej się w jurysdykcji patriarchy Konstantynopola grupy biskupów mających zarządzać rosyjskimi parafiami emigracyjnymi z prośbą o uczynienie go administratorem tych parafii, które znajdowały się w Europie Zachodniej. Wiązało się to z faktem, iż tradycyjnie podlegały one metropolicie petersburskiemu, a zatem po wybuchu rosyjskiej wojny domowej znalazły się de facto bez praktycznego nadzoru kanonicznego. 
Jego prośba spotkała się z pozytywną odpowiedzią, zaś 19 stycznia 1921 uzyskała potwierdzenie ze strony patriarchy. W tym dniu arcybiskup Eulogiusz został mianowany głową Zachodnioeuropejskiego Egzarchatu Rosyjskiego Kościoła Prawosławnego i tytularnym wikariuszem eparchii petersburskiej. Przez Wiedeń i Pragę dotarł do Berlina, ówczesnej stolicy egzarchatu, razem z archimandrytą Tichonem (Laszczenką). 
Jeszcze w tym samym roku odbył wizyty duszpasterskie do emigracyjnych parafii rosyjskich: św. Aleksandra Newskiego w Paryżu, Ikony Matki Bożej „Wszystkich Strapionych Radość” w Mentonie, św. Michała Archanioła w Cannes i Zaśnięcia Matki Bożej w Londynie. W 1922 patriarcha nadał mu godność metropolity. 
Będąc formalnym zwierzchnikiem wszystkich rosyjskich parafii w Europie zachodniej, metropolita Eulogiusz pozostawał w kontakcie z innymi hierarchami rosyjskimi, którzy opuścili Rosję po klęsce Białych. W Belgradzie, uczestnicząc w spotkaniu prawosławnych biskupów, duchownych oraz świeckich narodowości rosyjskiej, związanych wcześniej z Białymi, znalazł się w mniejszości opowiadającej się przeciwko politycznemu zaangażowaniu emigracyjnych struktur kościelnych po stronie caratu. Jak wspominał sam Eulogiusz, pod wpływem swoich przeżyć w czasie I wojny światowej uznał, iż jego wcześniejsze zaangażowanie polityczne było błędem i oddaliło go od realizacji właściwych zadań mnicha. 
W czasie głosowania nad rezolucją przedstawiającą stosunek biskupów prawosławnych na emigracji do przyszłego ustroju Rosji, Eulogiusz po raz kolejny zadeklarował się jako monarchista, ale przeciwstawił się deklaracji o dążeniu do restauracji samowładztwa z Mikołajem II jako carem. Tym samym znalazł się w konflikcie z grupą biskupów, która w roku następnym jednostronnie utworzyła Rosyjski Kościół Prawosławny poza granicami Rosji. Stanowisko to poparł następnie patriarcha moskiewski Tichon, nakazując innym biskupom podporządkować się egzarchatowi, na czele którego stał Eulogiusz. 
Przewodzący Cerkwi zagranicznej metropolita Antoni (Chrapowicki) początkowo chciał wykonać to polecenie, ostatecznie jednak – pod naciskiem środowisk monarchistycznych – zdecydował się pozostać głową niezależnej od patriarchy, a przez to niekanonicznej struktury. Zdaniem arcybiskupa wileńskiego i litewskiego Eleuteriusza (Bogojawleńskiego), pozostającego z metropolitą Antonim w kontakcie korespondencyjnym (którego wersję potwierdzają częściowo wspomnienia Eulogiusza), sam metropolita zachodnioeuropejski przyczynił się do takiego obrotu spraw. W rozmowie z metropolitą Antonim miał bowiem zasugerować mu, że polecenie patriarchy zostało wymuszone przez radzieckie służby specjalne i nie jest kanonicznie ważne. 
Mimo faktu, że wbrew jego planom Kościół Zagraniczny natychmiast został zdominowany przez skrajnych monarchistów, metropolita Eulogiusz, nie chcąc wchodzić w bezpośredni spór z metropolitą Antonim, do 1926 uczestniczył w pracach Rosyjskiego Kościoła Prawosławnego poza granicami Rosji jako członek jego Synodu Biskupów. W 1922 został nawet mianowany jego wiceprzewodniczącym. Mimo tego Synod otwarcie lekceważył jego prawa do zarządzania Egzarchatem Zachodnioeuropejskim, organizując na jego geograficznym terytorium alternatywne diecezje i parafie. Odrzucił również jego projekt reorganizacji Kościoła – odejście od ściśle scentralizowanego zarządu prowadzonego przez Synod Biskupów na rzecz półautonomicznych okręgów metropolitalnych, które miałyby sprawniej zarządzać parafiami diasporalnymi w warunkach postępującego rozproszenia emigrantów rosyjskich. 
Zrażony takim postępowaniem oraz ultrakonserwatywnym nastawieniem innych hierarchów Synodu, metropolita Eulogiusz w 1926 oficjalnie z niego wystąpił, razem z działającym w Stanach Zjednoczonych metropolitą Platonem (Rożdiestwienskim). Bezpośrednią przyczyną tego wydarzenia była reakcja Rosyjskiego Kościoła Prawosławnego poza granicami Rosji na objęcie – zgodnie z wolą zmarłego patriarchy Tichona – funkcji locum tenens patriarchatu moskiewskiego przez metropolitę krutickiego i kołomieńskiego Piotra (Polańskiego). Nie konsultując tego z metropolitą Eulogiuszem, mimo jego wysokiej pozycji w Synodzie, Kościół Zagraniczny wydał oświadczenie, z którego wynikało, iż Synod czasowo uznaje objęcie tej funkcji przez metropolitę Piotra za ważną, zastrzegając sobie jednak prawo do zmiany swojego stanowiska w przyszłości. Kościół Zagraniczny stwierdził również, że to od jego aprobaty będzie zależało zatwierdzanie jego ewentualnych następców. Metropolita Eulogiusz stwierdził wówczas publicznie, że Synod nadużył swoich kompetencji, i zerwał wszystkie związki z nim. 
Z tego powodu rok później Rosyjski Kościół Prawosławny poza granicami Rosji ogłosił zawieszenie go w czynnościach biskupich, występując – wbrew wcześniejszym dyspozycjom patriarchy Tichona – jako struktura zwierzchnia wobec wszystkich struktur religijnych poza Rosją, związanych z emigracją rosyjską. Wydarzenie to stało się przyczyną zaostrzenia konfliktu między obydwoma strukturami. Metropolita Eulogiusz szczególnie krytykował silne związki Kościoła Zagranicznego z organizacjami monarchistycznymi i stałe wezwania do zaangażowania w odbudowę caratu w Rosji, postulując niezaangażowanie polityczne Cerkwi. Otwarcie określał go również jako niekanoniczny. W konflikcie z Rosyjskim Kościołem Prawosławnym poza granicami Rosji zyskał poparcie patriarchatów Konstantynopolitańskiego i Aleksandryjskiego. Równolegle obydwie struktury rozpoczęły otwartą rywalizację o poszczególne parafie. Rosyjski Kościół Prawosławny poza granicami Rosji starał się również wpływać na kapłanów parafii „eulogiańskich” w celu nakłonienia ich do zmiany jurysdykcji. 

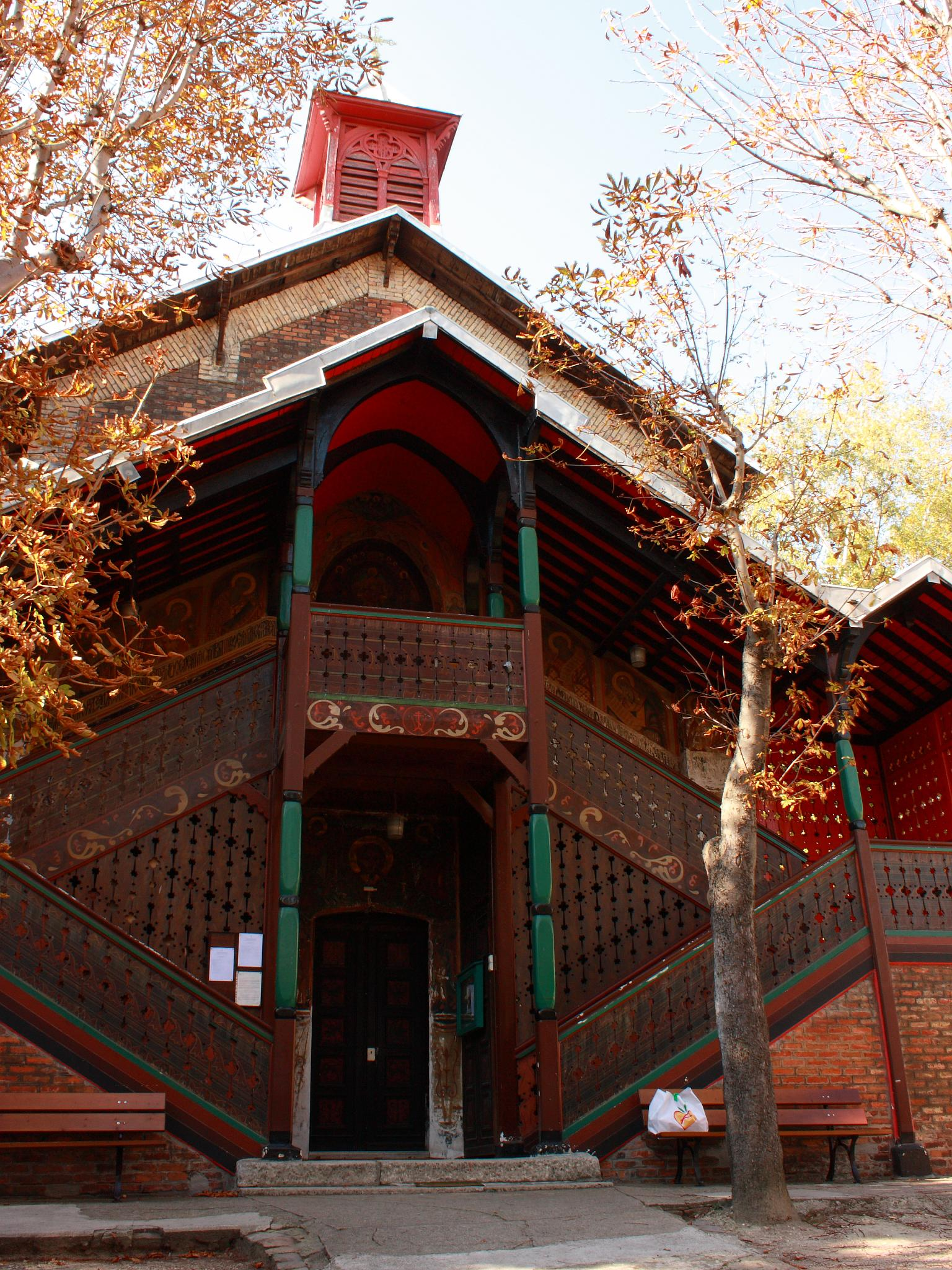
Cerkiew św. Sergiusza z Radoneża w Paryżu, świątynia przy prawosławnym Instytucie św. Sergiusza, którego twórcą był metropolita Eulogiusz

W 1922 przeniósł stolicę egzarchatu z Berlina do Paryża, który od 1 stycznia 1923 stał się siedzibą jego biskupiej rezydencji. Unikał zaangażowania politycznego, zajmując się głównie wizytowaniem istniejących parafii oraz otwieraniem nowych. W 1927 podległe mu placówki duszpasterskie, w liczbie ok. 110, działały w 13 krajach Europy, w Wolnym Mieście Gdańsku oraz w Australii. Angażował się w ruch ekumeniczny, w szczególności w dialog prawosławno-anglikański. Współtworzył prawosławny Instytut Teologiczny św. Sergiusza z Radoneża w Paryżu, którego został pierwszym rektorem. W swojej działalności duszpasterskiej nie ograniczał się jedynie do pracy w środowisku diaspory rosyjskiej. Z myślą o prowadzeniu pracy misyjnej we Francji przyczynił się do otwarcia pierwszych parafii prawosławnych, w których językiem liturgicznym był francuski. Cieszył się niekwestionowanym autorytetem w środowisku emigracji rosyjskiej w tym kraju.
Metropolita Eulogiusz uważał obszar niepodległej Polski za związany kanonicznie z Rosyjskim Kościołem Prawosławnym i w okresie starań metropolitów warszawskich Jerzego i Dionizego o autokefalię Kościoła w Polsce wypowiadał się zdecydowanie przeciwko niej. Krytykował również odbieranie katedr hierarchom działającym na ziemiach polskich, którzy nie zgadzali się z posunięciami zwierzchników polskiego prawosławia, pragnąc zachować status quo. Zdanie w tym zakresie zmienił dopiero po tym, gdy sam wszedł w konflikt z tymczasowym zwierzchnikiem Cerkwi Rosyjskiej.

#### Konflikt z Rosyjskim Kościołem Prawosławnym

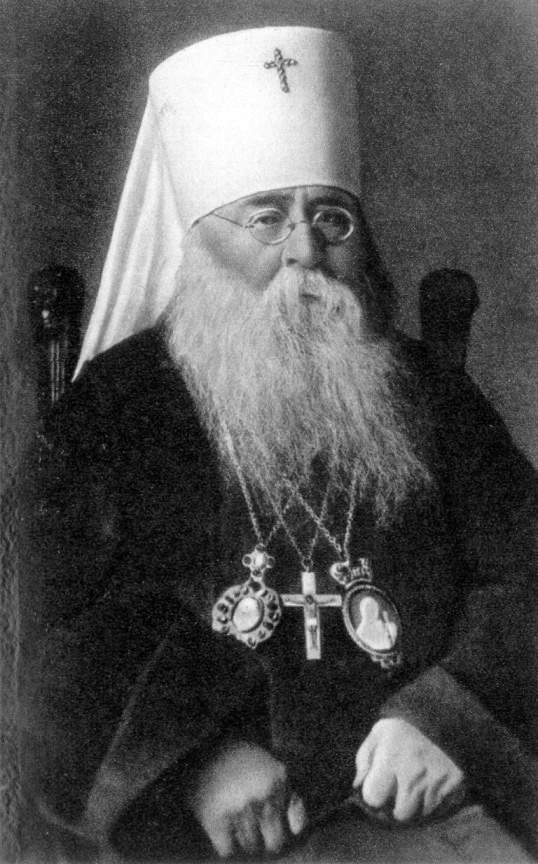
Metropolita moskiewski Sergiusz (Stragorodski), locum tenens tronu patriarchy Moskwy. Jego konflikt z metropolitą Eulogiuszem wokół kwestii lojalności wobec rządu stalinowskiego zakończył się odebraniem temu drugiemu godności egzarszej.

Po ogłoszeniu przez metropolitę Sergiusza deklaracji lojalności wobec rządu stalinowskiego metropolita Eulogiusz skrytykował jego decyzję w tym zakresie. 18 czerwca 1927 zorganizował również konferencję kleru i duchowieństwa, która miała w imieniu rosyjskiej prawosławnej emigracji ustosunkować się do decyzji locum tenens patriarchatu moskiewskiego. Odmówił złożenia przysięgi lojalności wobec rządu radzieckiego, jakiej Sergiusz zażądał od całego podległego mu duchowieństwa, jednak nie oponował, gdy spośród zebranych przedstawicieli parafii Egzarchatu Zachodnioeuropejskiego jedynie delegaci parafii w Bari i w Rzymie zachowali się podobnie.
Niezłożenie oczekiwanej przysięgi nie oznaczało jednak wypowiedzenia metropolicie posłuszeństwa. W kazaniu wygłoszonym w paryskim soborze św. Aleksandra Newskiego 4 września tego samego roku oraz w liście do metropolity Sergiusza datowanym na 12 października twierdził, że władza kościelna nie może wymagać od niego przyjęcia żadnej postawy w stosunku do władzy świeckiej, natomiast solidaryzowanie się z Kościołem Rosyjskim – a zatem mówienie o jego prześladowaniach – pozostaje jego zadaniem jako kapłana. Podkreślał, że nie jest obywatelem Związku Radzieckiego, a zatem nie ma obowiązku lojalności wobec władz tego państwa.
Ostatecznie korespondencja z metropolitą Sergiuszem zaowocowała stworzeniem nowej wersji przysięgi lojalności, która została zaakceptowana przez niemal całe duchowieństwa egzarchatu. Konflikt między hierarchami szybko wybuchł jednak na nowo. Wystąpienia Eulogiusza, w których wspominał on o prześladowaniach religijnych w ZSRR były traktowane przez Sergiusza jako naruszenie złożonego przyrzeczenia. 
W 1930 doszło do eskalacji konfliktu. Na początku tego roku metropolita Eulogiusz wziął udział w ekumenicznych modlitwach za „cierpiący Kościół rosyjski” odprawionych przez anglikańskiego biskupa Canterbury. Z tego powodu metropolita Sergiusz 28 maja tego samego roku odebrał mu godność egzarchy i zawiesił w stanie duchownym. Zdaniem Pospiełowskiego była to decyzja typowo polityczna, podjęta pod naciskiem rządu radzieckiego. Metropolita Sergiusz mianował nowym egzarchą zachodnioeuropejskim biskupa nicejskiego Włodzimierza (Tichonickiego), który natychmiast odmówił przyjęcia godności. 
Wówczas locum tenens patriarchy Moskwy zaproponował metropolicie Eulogiuszowi ugodę w zamian za ponowne złożenie przysięgi lojalności wobec ZSRR, rozszerzoną o zakaz uczestniczenia w przyszłości w publicznych modlitwach za Cerkiew Rosyjską. Eulogiusz odmówił złożenia przyrzeczenia, prosząc natomiast o nadanie Egzarchatowi Zachodnioeuropejskiemu pełnej autonomii, powołując się na wystosowaną do niego w tej kwestii prośbę nadzwyczajnego zjazdu podległego mu duchowieństwa. Odpowiedzią było potwierdzenie decyzji o zawieszeniu i mianowanie nowym egzarchą metropolity wileńskiego i litewskiego Eleuteriusza (Bogojawlenskiego).

#### W Patriarchacie Konstantynopolitańskim

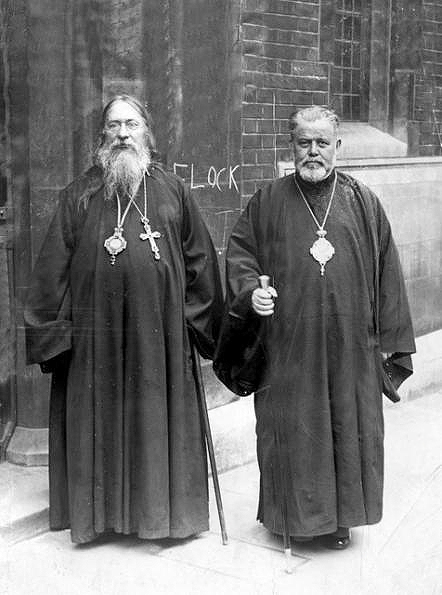
Egzarcha zachodnioeuropejski Eulogiusz i biskup Thiatyry German, Londyn, 1932

Metropolita Eulogiusz uznał decyzję wydaną w Moskwie za polityczną, a zatem niebyłą z punktu widzenia prawa kanonicznego. Zdecydował się wówczas przejść – razem z całą podległą mu strukturą – pod jurysdykcję patriarchy Konstantynopola. Decyzja ta wywołała żywe kontrowersje w środowiskach prawosławnych. Rosyjski Kościół Prawosławny poza granicami Rosji oskarżył metropolitę o „zaprzedanie się Grekom”. 
Sam metropolita twierdził, że miał prawo do zmiany jurysdykcji na mocy kanonów cerkiewnych, które dawały biskupowi prawo odwołania się do zewnętrznego arbitrażu patriarchy ekumenicznego, gdyby uważał się za pokrzywdzonego przez własnych przełożonych. Zdaniem rosyjskiego kanonisty Siergieja Troickiego dokonał jednak bardzo swobodnej interpretacji stosownego kanonu, gdyż ten przewidywał podjęcie przez patriarchę mediacji, nie zaś jednostronne przejście części jednego Kościoła autokefalicznego do drugiego. Interpretację przeciwną, w pełni popierającą decyzję metropolity Eulogiusza, przedstawił kanonista A. Kartaszew. Sam Eulogiusz twierdził, że jego motywacją było wyłącznie dobro Kościoła. Jego decyzja stała się przedmiotem wymiany korespondencji między Rosyjskim Kościołem Prawosławnym a Patriarchatem Konstantynopolitańskim, w której patriarcha Focjusz II bronił postępowania Eulogiusza, zaś metropolita Sergiusz zapowiedział oddanie hierarchy pod sąd biskupów.
W 1934 oficjalnie symbolicznie pogodził się z metropolitą Antonim (Chrapowickim). Na jego zaproszenie przyjechał do Belgradu, gdzie obydwaj hierarchowie odmówili formułę odpuszczenia grzechów, symbolizującą ich wzajemne porozumienie. Nie doszło jednak do wspólnego odprawienia Świętej Liturgii, zaś Synod Rosyjskiego Kościoła Prawosławnego poza granicami Rosji zapowiedział rozważenie możliwości anulowania aktu zawieszającego metropolitę Eulogiusza z 1927. Metropolita Eulogiusz wziął udział w wymienionej ceremonii, chociaż wcześniej wielokrotnie podkreślał niekanoniczność struktur Cerkwi Zagranicznej. Nieoczekiwanie w tym samym roku metropolita odmówił przyjazdu na sobór tegoż Kościoła, który zgodnie z zapowiedzią wycofał akt zawieszający, twierdząc, że Eulogiusz prosił o to zmarłego Antoniego. Ten pierwszy konsekwentnie zaprzeczał, jakoby wystosował taką prośbę. 
Mimo tego w roku następnym metropolita Eulogiusz po raz kolejny podjął rozmowy z Rosyjskim Kościołem Prawosławnym poza granicami Rosji, gdy ze strony jego hierarchii wyszła inicjatywa zjednoczenia wszystkich struktur kościelnych, do których należeli rosyjscy emigranci. W opracowanym przez nią projekcie Eulogiusz miał stanąć na czele zachodnioeuropejskiego okręgu metropolitalnego, jednej z czterech równorzędnych struktur w jurysdykcji soboru biskupów Kościoła Zagranicznego. W 1935 udał się na zjazd, który w planach Cerkwi Zagranicznej miał przedyskutować szczegóły realizacji tych zamierzeń. 
Widząc, iż proponowany statut nowej struktury kościelnej prowadził do zapewnienia całkowitej dominacji ultrakonserwatystów w emigracyjnych organizacjach Cerkwi, przedstawił szereg poprawek do przedstawionego planu:
- ograniczenie możliwości przechodzenia duchowieństwa z jednego okręgu metropolitalnego do drugiego,
- zakaz publicznej wzajemnej krytyki zwierzchników okręgów metropolitalnych,
- ścisłe określenie granic okręgów – zakaz tworzenia na obszarze jednych parafii podległych pozostałym,
- pozostanie swoje i podległych sobie parafii w jurysdykcji Patriarchatu Konstantynopolitańskiego[60].

Chociaż – mimo wątpliwości kanonicznych – metropolita ostatecznie podpisał projekt statutu, został on odrzucony przez zgromadzenie duchowieństwa Zachodnioeuropejskiego Egzarchatu Parafii Rosyjskich i w związku z tym nie wszedł w życie. Rosyjski Kościół Prawosławny poza granicami Rosji oskarżył wówczas metropolitę Eulogiusza o świadome dążenie do dalszych podziałów wśród rosyjskiej emigracji. Powrócił również do czasowo zarzuconej po 1934 praktyki tworzenia na terytorium poszczególnych krajów Europy Zachodniej alternatywnych parafii w miejscowościach, gdzie istniały te, które do tej pory pozostały w Egzarchacie Zachodnioeuropejskim. W 1936 cerkiew Zagraniczna powołała nawet do istnienia eparchię ze stolicą w Cannes (na jej czele stanął biskup Grzegorz (Ostroumow), która terytorialnie pokrywała się z „eulogiańskim” wikariatem Francji południowej. 
Skutkiem tej działalności była utrata przez „eulogian” części wpływów w środowisku rosyjskiej emigracji. Szczególne straty ponieśli oni w nazistowskich Niemczech, gdzie w 1938 rząd Hitlera przekazał cały majątek prawosławnych w ręce eparchii berlińskiej i niemieckiej Rosyjskiego Kościoła Prawosławnego poza granicami Rosji, którego hierarchia poparła NSDAP.
W 1938, wobec takiej postawy Kościoła kierowanego po śmierci metropolity Antoniego przez metropolitę Anastazego (Gribanowskiego), metropolita Eulogiusz nie przyjechał na zorganizowany przez Rosyjski Kościół Prawosławny poza granicami Rosji II Sobór Emigracji Rosyjskiej. Uczestniczyli w nim jedynie zwolennicy Cerkwi Zagranicznej, zaś Eulogiusz został oskarżony o działalność rozłamową wśród emigrantów. 
W 1943 otrzymał w Instytucie św. Sergiusza doktorat honoris causa.

#### Powrót do Cerkwi Rosyjskiej
Metropolita Eulogiusz, choć formalnie pozostawał poza Cerkwią rosyjską, wielokrotnie podkreślał swoją lojalność wobec metropolity Sergiusza. Na powrót pod jego jurysdykcję zdecydował się jednak dopiero po II wojnie światowej. 
Po krótkich negocjacjach z delegacją patriarchatu, na czele której stał metropolita kruticki i kołomieński Mikołaj (Jaruszewicz), 2 września 1945 został ponownie przyjęty do Rosyjskiego Kościoła Prawosławnego i objął odebraną mu wcześniej godność egzarchy zachodnioeuropejskiego. W wymienionym dniu symbolicznie koncelebrował Świętą Liturgię z metropolitą Mikołajem oraz z byłym członkiem synodu karłowackiego, biskupem Serafinem, który również wrócił do patriarchatu moskiewskiego. Metropolita Eulogiusz przyjął obywatelstwo radzieckie. 
Jako prawdopodobny motyw jego decyzji podaje się pogarszający się stan zdrowia (zwłaszcza postępującą utratę słuchu) i jego nadzieję na to, by przed śmiercią móc wrócić do ojczyzny. 
W związku ze zmianą jurysdykcji zwrócił się do patriarchy Konstantynopola o zgodę na przejście do Patriarchatu Moskiewskiego, jednak nie otrzymał odpowiedzi. W rezultacie aż do swojej śmierci formalnie pozostawał w nieprzewidywanej przez prawo kanoniczne podwójnej jurysdykcji. Zmiana jurysdykcji została sceptycznie przyjęta przez duchowieństwo i wiernych egzarchatu, w tym przez biskupa nicejskiego Włodzimierza (Tichonickiego), najbliższego współpracownika metropolity w ostatnich latach jego życia. Ich obawy nie wpłynęły jednak na jego decyzję. Według wspomnień Antoniego Kartaszowa metropolita nie chciał nawet konsultować się z podległym mu duchowieństwem, lecz postawił je przed faktem dokonanym odnośnie do swoich zamiarów. Egzarchat był wówczas bliski wewnętrznego rozłamu.
Zdaniem Antoine'a Nivière'a metropolita w ostatecznym rozrachunku uznał decyzję o powrocie w jurysdykcję Rosyjskiego Kościoła Prawosławnego za tragiczny błąd. Trzy tygodnie przed śmiercią miał w rozmowie z jednym z podległych sobie duchownych stwierdzić, że patriarchat moskiewski nie dotrzymuje złożonych mu obietnic zachowania szerokiej autonomii struktur zachodnioeuropejskich, jaką gwarantował im Konstantynopol.

#### Śmierć i upamiętnienie

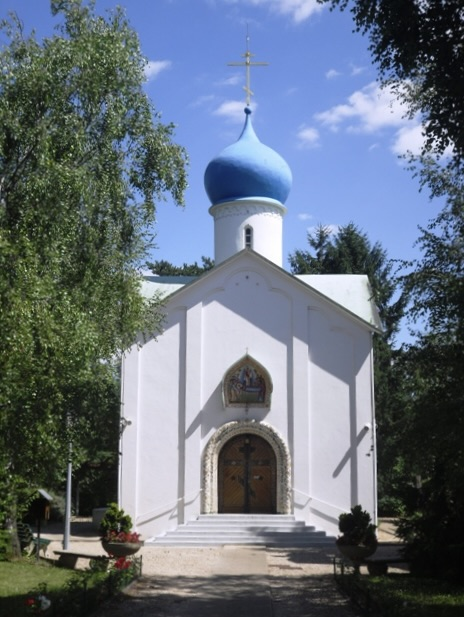
Miejsce pochówku metropolity Eulogiusza – cerkiew Zaśnięcia Matki Bożej w Sainte-Geneviève-des-Bois

Metropolita Eulogiusz (Gieorgijewski) zmarł 8 sierpnia 1946 w domu przy paryskim soborze św. Aleksandra Newskiego. Uroczystości pogrzebowe w soborze odbyły się cztery dni później, z udziałem przedstawicieli Rosyjskiego Kościoła Prawosławnego. Metropolita został pochowany w cerkwi Zaśnięcia Matki Bożej w Sainte-Geneviève-des-Bois.
W 2006, z okazji 60. rocznicy śmierci hierarchy, Zachodnioeuropejski Egzarchat Parafii Rosyjskich zorganizował specjalną konferencję z udziałem swojego zwierzchnika, metropolity Gabriela. W czasie jej trwania profesor uniwersytetu Nancy-2 Antoine Nivière przedstawił życiorys metropolity, podkreślając jego szczególne zasługi dla budowy struktur Kościoła prawosławnego w Europie Zachodniej. W czasie tej samej konferencji emerytowany profesor uniwersytetu Paris X Nikita Struwe określił go jako jednego z najważniejszych biskupów prawosławnych XX stulecia. Grzegorz Pelica pisze o nim jako o jednej z najwybitniejszych postaci życia społeczno-politycznego końca XIX wieku i pierwszej połowy wieku XX. 
Z okazji 60. rocznicy śmierci metropolity powstał również specjalny list metropolity warszawskiego i całej Polski Sawy, w którym podkreślona została działalność hierarchy na rzecz prawosławia na Lubelszczyźnie.

## Dzieła
Metropolita Eulogiusz (Gieorgijewski) opublikował następujące prace:
- О нашей православной русской церковности, 1922
- Путь моей жизни, 1947 (autobiografia; wydanie pośmiertne)